# Tigris
Tigris (syriska: ܕܩܠܬ Deqlath, arabiska: Dijla, turkiska: Dicle) är den östra floden i flodparet Eufrat och Tigris i Irak. Den 1 900 km långa floden flyter från bergen i Anatolien i Turkiet söderut genom Irak parallellt med Eufrat.

## Sträckning

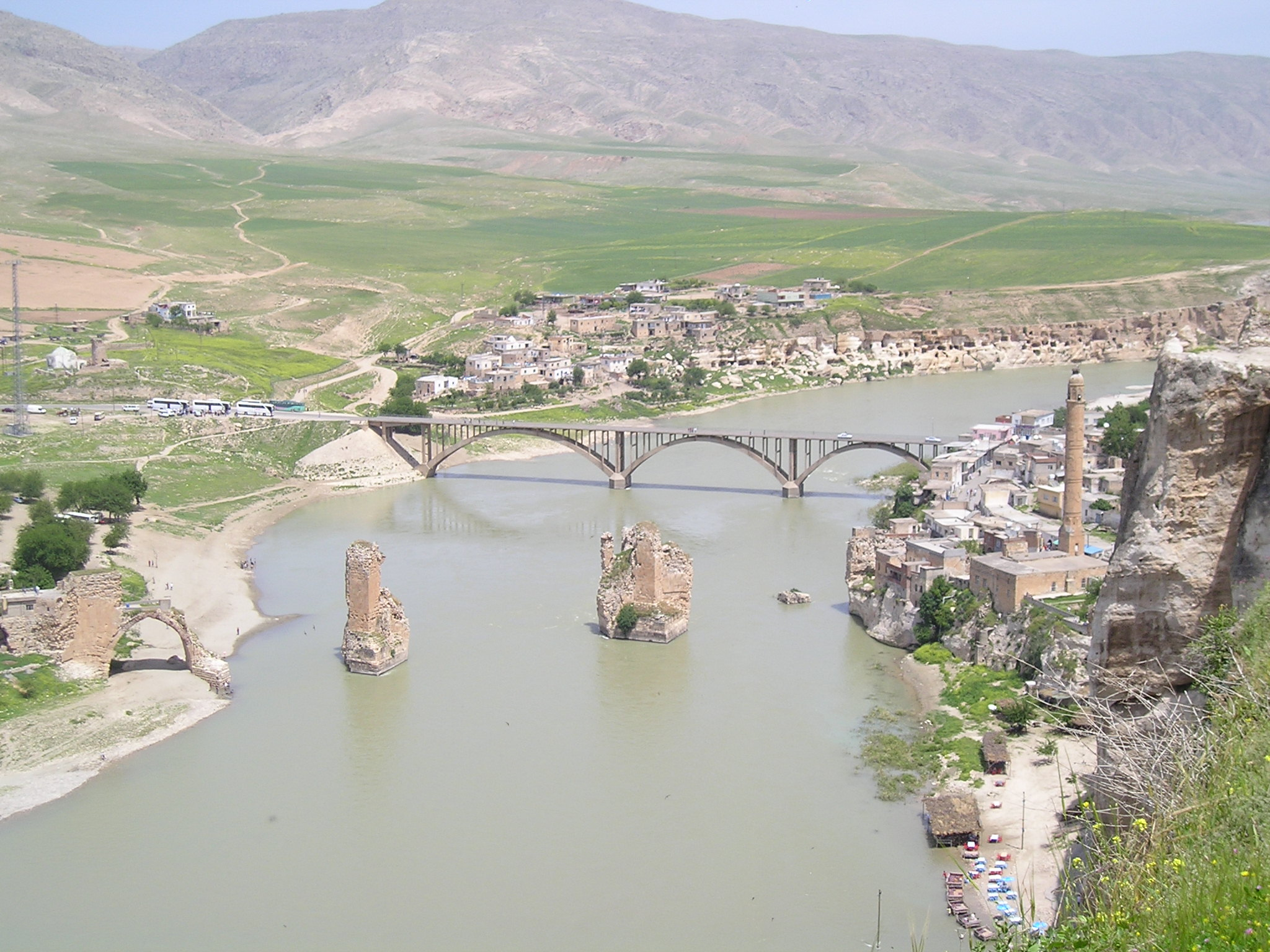
Hasankeyf, Turkiet

Tigris rinner upp i Armeniska höglandet i östra Turkiet – 80 km från Eufrats källa – och flyter i en huvudsakligen sydöstlig riktning till den flyter ihop med Eufrat nära Al Qurna i södra Irak. De två floderna bildar där Shatt al-Arab, som mynnar ut i Persiska viken. Tigris har många bifloder, bland andra Diyala, Khabur, Övre och Nedre Zap.
Floden är på en sträcka gränsflod mellan Turkiet och Syrien.
Iraks huvudstad, Bagdad, ligger vid Tigris, liksom många av de stora städerna i Mesopotamien som tog vatten från floden.  Andra städer vid floden är Nineve, Ktesifon och Seleukia, medan Lagash får sitt vatten från Tigris via en kanal som grävdes omkring 2400 f.Kr. Saddam Husseins hemstad Tikrit ligger också vid floden och har fått sitt namn av den.

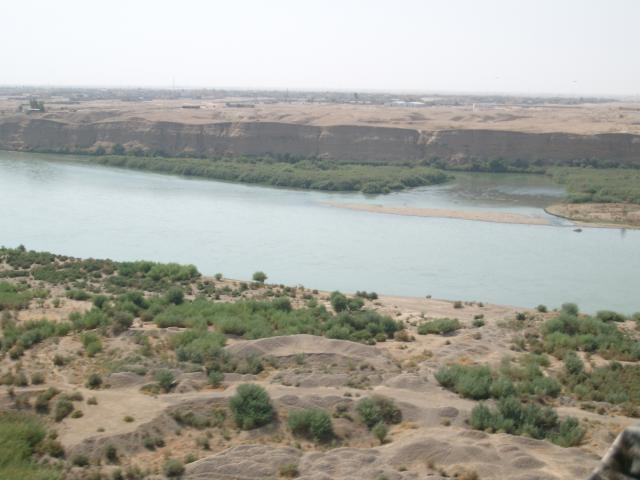
Tigris utanför Mosul

Tigris har länge varit en viktig transportled i ökenlandet. Den är farbar med grundgående fartyg fram till Bagdad, men flottar behövs för transporter uppströms till Mosul. Flodens betydelse minskade under 1900-talet då järnvägen Basra-Bagdad-Mosul samt vägar tog över det mesta av transporttrafiken.

## Underhåll och vattenkvalitet
Tigris är kraftigt fördämd i Irak och Turkiet för att bevattna de torra områden den flyter genom. Fördämningarna har också varit viktiga i Irak för att förhindra översvämningar, som historiskt sett varit vanliga till följd av snösmältningen i de turkiska bergen i april. På senare tid har de turkiska fördämningarna blivit föremål för tvister, både för sin miljöpåverkan och för möjligheten att minska vattenflödet nedströms. Mosuldammen, som ligger vid Tigris, är den största i Irak.
Koalitionsstyrkorna förstörde Iraks vattenförsörjningsanläggning under Kuwaitkriget, vilket påverkade kvaliteten på Tigris vatten. Sedan Irakkriget har United States Agency for International Development renoverat, byggt ut och förbättrat vatten- och reningsverken och rapporterat kraftiga förbättringar av vattenkvaliteten .

## Religion
Tigris nämns två gånger i Bibeln. I Första Moseboken är Tigris den tredje av de floder som förgrenar sig från floden som flyter ut ur Eden . Daniel fick en av sina visioner vid floden Tigris .

## Mytologi
I sumerisk mytologi skapades Tigris när guden Enki ejakulerade och fyllde floden med rinnande vatten .